# 海恩茲·托爾伐特
艾爾溫·科尼希（德語：Erwin König），生年不詳，死於1942年史達林格勒戰役期間，為國防軍的一名軍官，也被認為是「海恩茲·托爾伐特」（德語：Heinz Thorvald）。

## 生平
事實上經過許多歷史學者的查證與比對後，發現科尼希是個「不存在的真實人物」；亦即他的身分唯有在衛國戰爭期間蘇聯軍方的戰報上才會見到科尼希這個名字，號稱他是個擊斃400名以上蘇聯官兵的冷酷日爾曼殺手。套用蘇聯公式化的宣傳調性來說：所幸蘇聯也不是在最艱苦的時候只剩下殘兵敗將，於是乎一位來自烏拉山區，到1942年11月10日為止已經擊斃32名軸心國官兵的小夥子瓦西里·扎伊采夫，幾經生死對決之後終於了結掉科尼希的性命。
至於同時期的德軍戰報，包括正式的戰鬥報告以及發送給前線官兵閱讀的戰鬥公報，甚至德國軍方的電台，都從來沒有提過有個叫科尼希的官兵誓言要消滅扎伊采夫，也並沒有後續報導科尼希不幸陣亡的消息。
因此很多歷史學家針對這一現象都傾向「科尼希」並不存在的立場與看法，也就是說，這一號人物很有可能只是蘇聯政工文宣的產品，而且非常有可能是捏造的。
自從2001年預算高達6千8百萬美元的院線片《大敵當前》上影以來，由於劇情具有相當高的寫實度，具體表現出當時大時代的時空環境，引發不少的討論，尤其飾演扎伊采夫的裘德·洛與飾演科尼希的艾德·哈里斯自然也就引起一個廣泛的問題：「扎伊采夫真的曾經跟科尼希對決過嗎？」
由於瓦西里·扎伊采夫本人有案可考，加上他是蘇聯政府力捧出來的戰爭英雄，不僅出版個人回憶錄，也留下服役期間的個人專用的步槍以及從托爾伐特身上擄獲的瞄準鏡作為博物館展示，還有直到1991年12月15日才過世，以致於前所未聞的科尼希上校成了二戰中的最大迷團。
在劇情中科尼希是個中級軍官，身為位於德國佐森狙擊學校的總教官，具備一身貴族氣派與鐵石心腸的個性，奉派到史達林格勒來遏止日漸囂張的蘇聯狙擊手氣焰。不過不幸地最後還是敗於扎伊采夫手下，被扎伊采夫近距離擊中左眼而爆頭身亡。

## 過程
事實上在扎伊采夫戰後出版的回憶錄《狙擊手筆記》（Notes of a Sniper）當中的確提到過他在史達林格勒戰役中遇見一位「非常有技巧」的德軍狙擊手，不過這個狙擊手最後還是變成扎伊采夫擊斃的11個狙擊手其中之一；扎伊采夫最後親自在這個高手身上搜出文件，說明他遭遇的對手大名是「海恩茲·托爾伐特」。至於托爾伐特的步槍瞄準鏡，後來也就成為扎伊采夫最寶貝的戰利品，目前展示在莫斯科的陸軍博物館。
然而這整個故事沒有辦法被確認，因為出乎意料的是竟然連所有正式的蘇聯戰鬥報告也皆未提及。
至於這個名字後來由一位名為「大衛·羅賓斯」（David L. Robbins）的作家用在1999年出版的小說《老鼠之戰》（War of the Rats）中出現，羅賓斯宣稱托爾伐特是一位黨衛隊的旗隊領袖，而且還根本就是位於德國佐森國防軍狙擊學校的總教官。

## 結論
歷史學家曾經不斷質疑此人物是否存在，下述理由令人怀疑其事真实性：
1. 沒有记录证明黨衛軍曾經參加過史達林格勒會戰。
2. 狙擊手多为士兵或士官，不可能拥有旗隊領袖（等同上校）军衔，因中高级军官任务是指挥作战而非亲手杀敌。
3. 戰爭末期有明文記載德軍的首席狙击手是21歲的国防军二等兵馬豪斯·海茨瑙亞（Matthäus Hetzenauer），共杀敌345人，并未达到所谓「擊斃超過400人」的紀錄。
4. 史達林格勒戰役為蘇德战争的轉捩點，战况異常艱苦。蘇聯政宣文工為了保持龐大部隊的戰鬥精神，极有可能利用夸大甚至虚假宣传來鼓舞士氣。

## 附記
"König"為英文中"King"（國王）之意，二戰中虎II坦克即為「Königtiger」。"König"一字可查德文辭典，而且要注意G在德语里的发音是“希”

## 資料來源
- Heinz Thorvald（页面存档备份，存于）